# Z-та световна война
„Z-та световна война“ (на английски: World War Z) е американски апокалиптичен филм на режисьора Марк Форстър. Сценарият е по мотиви от едноименната книга на Макс Брукс. Брад Пит играе главната роля на Джери Лейн, който работи за ООН и трябва да намери начин да спре зомби-подобна пандемия.

## Продължение
На 8 февруари 2017 г. Парамаунт обявява, че снимките на продължението все още не са започнали и че вероятно филмът няма да излезе до 2018 г. или дори до 2019 г. На 24 юни 2017 г. е потвърдено, че Дейвид Финчър е избран за режисьор и че Брат Пит ще се върне за ролята си.